# 托拉尔德洛斯古斯马内斯
托拉尔德洛斯古斯马内斯，是西班牙卡斯蒂利亚-莱昂莱昂省的一个市镇。总面积21平方公里，2001年总人口669人，人口密度32人/平方公里。